# 皇家橡站
皇家橡站（英語：Royal Oak tube station）是倫敦地鐵的一個車站，位於倫敦第2收費區。皇家橡是環線和漢墨斯密及都市線的車站，開通於1871年10月30日。

## 外部連結
- . London Transport Museum. （原始内容存档于2008-03-18）.
  - Royal Oak station, 1934